# أحمد راسم (سياسي عثماني)

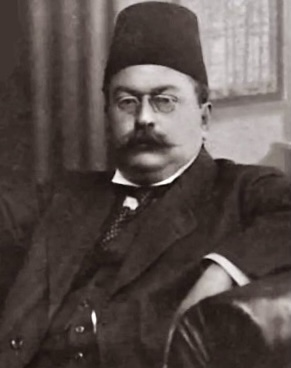
أحمد راسم

أحمد كافيت راسم (1864-1932) كان سياسيًا وكاتبًا عثمانيًا ليبراليًا، كتب في المقام الأول عن القضايا الاجتماعية.

## السيرة
وُلد أحمد كافيت راسم في إسطنبول عام 1864 م. تخرج من مدرسة دار الشفقة الثانوية. بعد تخرجه عمل كموظف حكومي لفترة قصيرة. ثم انخرط في الصحافة ونشر الكتب. كما قام أيضًا بترجمة بعض الأعمال الأدبية وأنتج بعض الأغاني. عمل في العديد من المنشورات، بما في ذلك ترجمان الحقيقة ، سعدات، مجلة الإقدام، صباح، ومعلومات، وثروة، ثروة الفنون، والطنين، الحق، وتسوير الأفكار.
توفي سنة 1932 م.